# Stroești
Stroești es una comuna ubicada en el distrito Vâlcea, Rumania.

## Superficie
Posee una superficie de 41,88 kilómetros cuadrados.

## Demografía
Hasta 2021 la población era de 2336 habitantes, con una densidad de población de 55,78 habitantes por kilómetro cuadrado.